# Comuna Kirove, Borîspil
Kuceakiv (în ucraineană Кучаків) este o comună în raionul Borîspil, regiunea Kyiv, Ucraina, formată din satele Artemivka, Kirove (reședința), Lebedîn, Mala Starîțea și Sulîmivka.

## Demografie
Componența lingvistică a comunei Kirove
     Ucraineană (96,82%)
     Rusă (2,8%)
     Alte limbi (0,29%)
Conform recensământului din 2001, majoritatea populației comunei Kirove era vorbitoare de ucraineană (96,82%), existând în minoritate și vorbitori de rusă (2,8%).